# Torneo de Viña del Mar 2002
El Torneo de Viña del Mar es un torneo de tenis que se jugó en arcilla. Se disputó en la ciudad de Viña del Mar. Fue la 9° edición oficial del torneo. Se realizó entre el 11 y el 17 de febrero.

## Campeones

### Individuales Masculino
Fernando González venció a  Nicolás Lapentti por 6-3, 6-7(5) y 7-6(4)

### Dobles Masculino
Gastón Etlis /  Martín Rodríguez vencieron a  Lucas Arnold /  Luis Lobo por 6-3 y 6-4